# マロニー・ダ・シウヴァ・リベラート
マロニー（Marrony）ことマロニー・ダ・シウヴァ・リベラート（ポルトガル語: Marrony da Silva Liberato、1999年2月5日 - ）は、ブラジルのサッカー選手。ポジションはFW。

## クラブ歴
2015年にCRヴァスコ・ダ・ガマの下部組織に加入。2018年1月24日のカンピオナート・カリオカでヒウドに代わって投入され、プロ初出場。9月7日にはヤゴ・ピカチュウに代わって投入されてカンピオナート・ブラジレイロ・セリエA初出場も達成した。同月24日に同リーグで初得点を記録した。2019年はレギュラーの座を掴み取り、2月18日に契約を2023年まで延長した。
2020年6月15日、アトレチコ・ミネイロに5年契約で移籍した。

## 家族
セレッソ大阪やファジアーノ岡山に所属したリカルド・サントスはいとこ。